# Số bình thường
Trong toán học, một số thực được cho là đơn giản là bình thường trong một cơ số b  nếu chuỗi vô hạn của các chữ số biểu diễn nó được phân bố đều theo nghĩa là mỗi số trong số các giá trị b chữ số có cùng mật độ tự nhiên bằng 1/b. Một số được cho là bình thường trong cơ số b nếu, với mọi số nguyên dương n, tất cả các chuỗi có thể có n chữ số dài có mật độ b-n.
Theo trực giác, một số đơn giản là bình thường có nghĩa là không có chữ số nào xuất hiện thường xuyên hơn bất kỳ chữ số nào khác. Nếu một số là bình thường, không có sự kết hợp hữu hạn nào của các chữ số có độ dài nhất định xảy ra thường xuyên hơn bất kỳ kết hợp nào khác có cùng độ dài. Một số bình thường có thể được coi là một chuỗi vô hạn của các lần lật đồng xu (nhị phân) hoặc đổ xúc xắc (cơ số 6). Mặc dù sẽ có các chuỗi như 10, 100 hoặc nhiều đuôi liên tiếp (nhị phân) hoặc 5 (cơ số 6) hoặc thậm chí 10, 100 hoặc nhiều lần lặp lại của một chuỗi như 0-1 (hai lần lật đồng xu liên tiếp) hoặc 6 -1 (hai lần đổ liên tiếp giống nhau của một con xúc xắc), cũng sẽ có nhiều chuỗi bất kỳ khác có độ dài bằng nhau. Không có chữ số hoặc chuỗi số nào được "ưa thích" hơn trong biểu diễn số đó.
Một số được cho là hoàn toàn bình thường nếu nó là bình thường trong tất cả các cơ số là số nguyên lớn hơn hoặc bằng 2.
Mặc dù có thể đưa ra một bằng chứng chung rằng hầu hết tất cả các số thực là bình thường, bằng cách chứng minh tập hợp các số không bình thường có số đo Lebesgue bằng 0 (nhỏ một cách đáng kinh ngạc so với tập hợp các số bình thường), bằng chứng này không mang tính xây dựng, và chỉ một vài con số cụ thể đã được chứng minh là bình thường. Ví dụ, hằng số Chaitin là bình thường (và không thể tính toán được). Người ta tin rằng các số (tính toán được) √ 2, π và e là bình thường, nhưng vẫn chưa có chứng minh cho điều này.

## Sách tham khảo
- Adamczewski, Boris; Bugeaud, Yann (2010), “8. Transcendence and diophantine approximation”,  trong Berthé, Valérie; Rigo, Michael (biên tập), Combinatorics, automata, and number theory, Encyclopedia of Mathematics and its Applications, 135, Cambridge: Cambridge University Press, tr. 410–451, ISBN 978-0-521-51597-9, Zbl 1271.11073
- Agafonov, V. N. (1968), “Normal sequences and finite automata”, Soviet Mathematics - Doklady, 9: 324–325, Zbl 0242.94040.
- Bailey, D. H.; Crandall, R. E. (2001), “On the random character of fundamental constant expansions” (PDF), Experimental Mathematics, 10 (2): 175–190, doi:10.1080/10586458.2001.10504441, Bản gốc (PDF) lưu trữ ngày 23 tháng 11 năm 2008, truy cập ngày 31 tháng 12 năm 2019 Đã định rõ hơn một tham số trong |archiveurl= và |archive-url= (trợ giúp); Đã định rõ hơn một tham số trong |archivedate= và |archive-date= (trợ giúp).
- Bailey, D. H.; Crandall, R. E. (2002), “Random generators and normal numbers” (PDF), Experimental Mathematics, 11 (4): 527–546, doi:10.1080/10586458.2002.10504704.
- Bailey, D. H.; Misiurewicz, M. (2006), “A strong hot spot theorem”, Proceedings of the American Mathematical Society, 134 (9): 2495–2501, doi:10.1090/S0002-9939-06-08551-0.
- Becher, V.; Figueira, S. (2002), “An example of a computable absolutely normal number” (PDF), Theoretical Computer Science, 270 (1–2): 947–958, doi:10.1016/S0304-3975(01)00170-0.
- Besicovitch, A. S. (1935), “The asymptotic distribution of the numerals in the decimal representation of the squares of the natural numbers”, Mathematische Zeitschrift, 39: 146–156, doi:10.1007/BF01201350.
- Borel, E. (1909), “Les probabilités dénombrables et leurs applications arithmétiques”, Rendiconti del Circolo Matematico di Palermo, 27: 247–271, doi:10.1007/BF03019651.
- Bourke, C.; Hitchcock, J. M.; Vinodchandran, N. V. (2005), “Entropy rates and finite-state dimension”, Theoretical Computer Science, 349 (3): 392–406, doi:10.1016/j.tcs.2005.09.040.
- Bugeaud, Yann (2012), Distribution modulo one and Diophantine approximation, Cambridge Tracts in Mathematics, 193, Cambridge: Cambridge University Press, ISBN 978-0-521-11169-0, Zbl 1260.11001
- Calude, C. (1994), “Borel normality and algorithmic randomness”,  trong Rozenberg, G.; Salomaa, Arto (biên tập), Developments in Language Theory: At the Crossroads of Mathematics, Computer Science and Biology, World Scientific, Singapore, tr. 113–119.
- Calude, C.S.; Zamfirescu, T. (1999), “Most numbers obey no probability laws”, Publicationes Mathematicae Debrecen, 54 (Supplement): 619–623.
- Cassels, J. W. S. (1959), “On a problem of Steinhaus about normal numbers”, Colloquium Mathematicum, 7: 95–101, doi:10.4064/cm-7-1-95-101.
- Champernowne, D. G. (1933), “The construction of decimals normal in the scale of ten”, Journal of the London Mathematical Society, 8 (4): 254–260, doi:10.1112/jlms/s1-8.4.254.
- Copeland, A. H.; Erdős, P. (1946), “Note on normal numbers”, Bulletin of the American Mathematical Society, 52 (10): 857–860, doi:10.1090/S0002-9904-1946-08657-7.
- Dajani, Karma; Kraaikamp, Cor (2002), Ergodic theory of numbers, Carus Mathematical Monographs, 29, Washington, DC: Mathematical Association of America, ISBN 0-88385-034-6, Zbl 1033.11040.
- Davenport, H.; Erdős, P. (1952), “Note on normal decimals”, Canadian Journal of Mathematics, 4: 58–63, doi:10.4153/CJM-1952-005-3.
- Everest, Graham; van der Poorten, Alf; Shparlinski, Igor; Ward, Thomas (2003), Recurrence sequences, Mathematical Surveys and Monographs, 104, Providence, RI: American Mathematical Society, ISBN 0-8218-3387-1, Zbl 1033.11006.
- Khoshnevisan, Davar (2006), “Normal numbers are normal” (PDF), Clay Mathematics Institute Annual Report 2006: 15, continued pp. 27–31.
- Long, C. T. (1957), “Note on normal numbers”, Pacific Journal of Mathematics, 7 (2): 1163–1165, doi:10.2140/pjm.1957.7.1163, Zbl 0080.03604.
- Martin, Greg (2001), “Absolutely abnormal numbers”, American Mathematical Monthly, 108 (8): 746–754, arXiv:math/0006089, doi:10.2307/2695618, JSTOR 2695618, Zbl 1036.11035
- Murty, Maruti Ram (2007), Problems in analytic number theory (ấn bản thứ 2), Springer, ISBN 978-0-387-72349-5.
- Nakai, Y.; Shiokawa, I. (1992), “Discrepancy estimates for a class of normal numbers”, Acta Arithmetica, 62 (3): 271–284, doi:10.4064/aa-62-3-271-284.
- Schmidt, W. (1960), “On normal numbers”, Pacific Journal of Mathematics, 10 (2): 661–672, doi:10.2140/pjm.1960.10.661.
- Schnorr, C. P.; Stimm, H. (1972), “Endliche Automaten und Zufallsfolgen”, Acta Informatica, 1 (4): 345–359, doi:10.1007/BF00289514.
- Sierpiński, W. (1917), “Démonstration élémentaire d'un théorème de M. Borel sur les nombres absolutment normaux et détermination effective d'un tel nombre”, Bulletin de la Société Mathématique de France, 45: 125–132, doi:10.24033/bsmf.977.
- Wall, D. D. (1949), Normal Numbers, Ph.D. thesis, Berkeley, California: University of California.
- Ziv, J.; Lempel, A. (1978), “Compression of individual sequences via variable-rate coding”, IEEE Transactions on Information Theory, 24 (5): 530–536, doi:10.1109/TIT.1978.1055934, hdl:10338.dmlcz/142945.